# Lego Star Wars (zabawka)

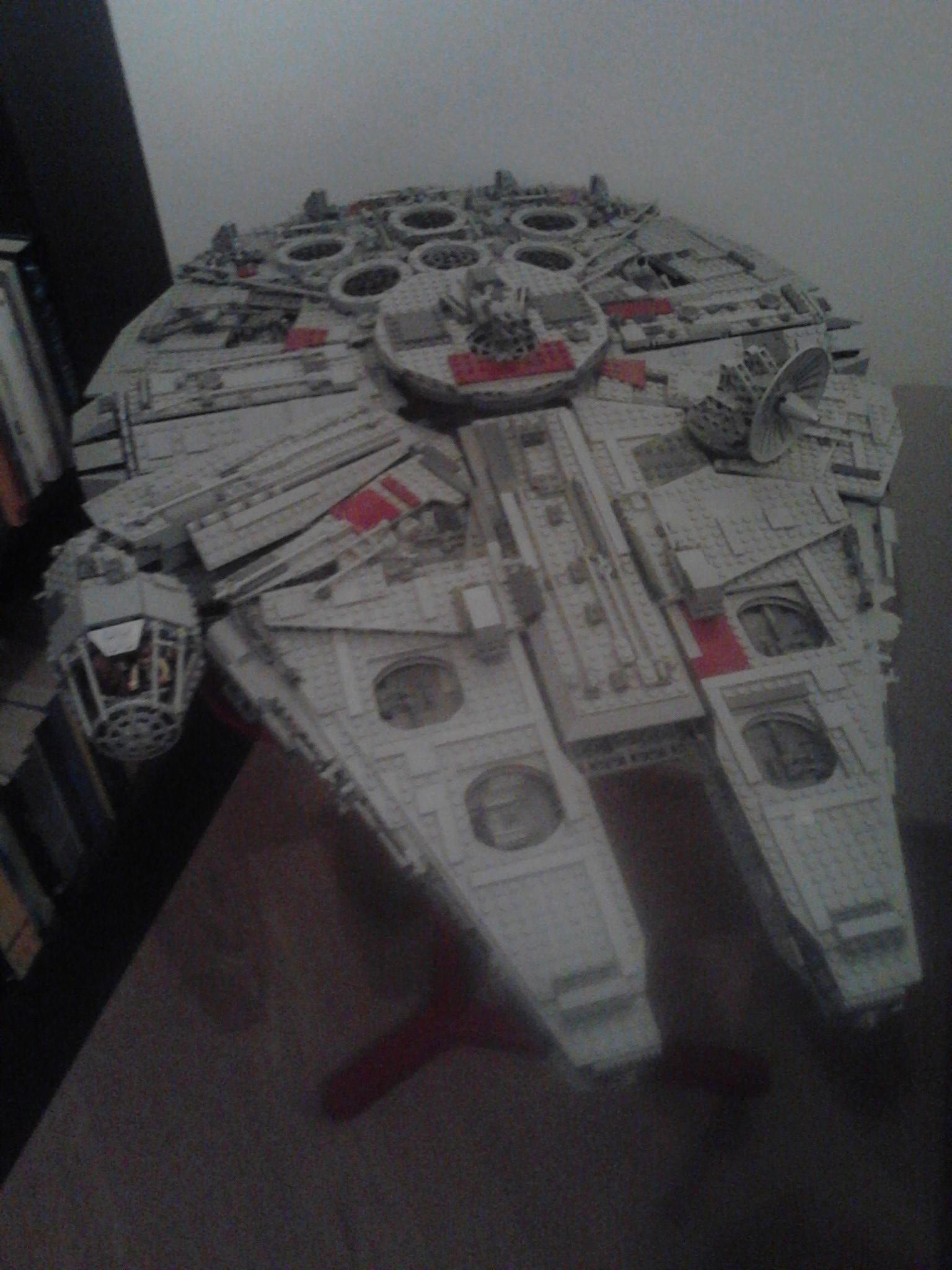
Sokół Millenium

Lego Star Wars – zestawy klocków Lego oparte na filmach z serii Gwiezdnych wojen.
Pierwszy zestaw został wydany w 1999. Na początku powstawały zestawy odzwierciedlające wydarzenia oryginalnej trylogii (Nowa nadzieja, Imperium kontratakuje, Powrót Jedi), lecz później firma zaczęła produkować też zestawy klocków nawiązujące do trylogii prequeli (Mroczne widmo, Atak klonów, Zemsta Sithów), a także trylogii sequeli (Przebudzenie Mocy, Ostatni Jedi, Skywalker. Odrodzenie). Do dzisiejszego dnia Lego poszerza serię Star Wars o nowe zestawy. Największym zestawem Lego Star Wars jest Millennium Falcon Ultimate Collector's Edition zawierający 7541 klocków.
Na podstawie Lego Star Wars powstało kilka gier wideo:
1. Lego Star Wars: The Video Game
2. Lego Star Wars II: The Original Trilogy
3. Lego Star Wars: The Complete Saga
4. Lego Star Wars III: The Clone Wars
5. Lego Star Wars: The Force Awakens
6. Lego Star Wars: The Skywalker Saga